# 別濟諾姆湖
42°43′48″N 45°55′10″E / 42.73°N 45.9195°E
別濟諾姆湖（俄语：Безином），是俄羅斯的湖泊，位於該國西南部車臣共和國，由韋傑諾區負責管轄，面積0.02平方公里，海拔高度1,500米，最大水深4米。